# Lwowska Fala

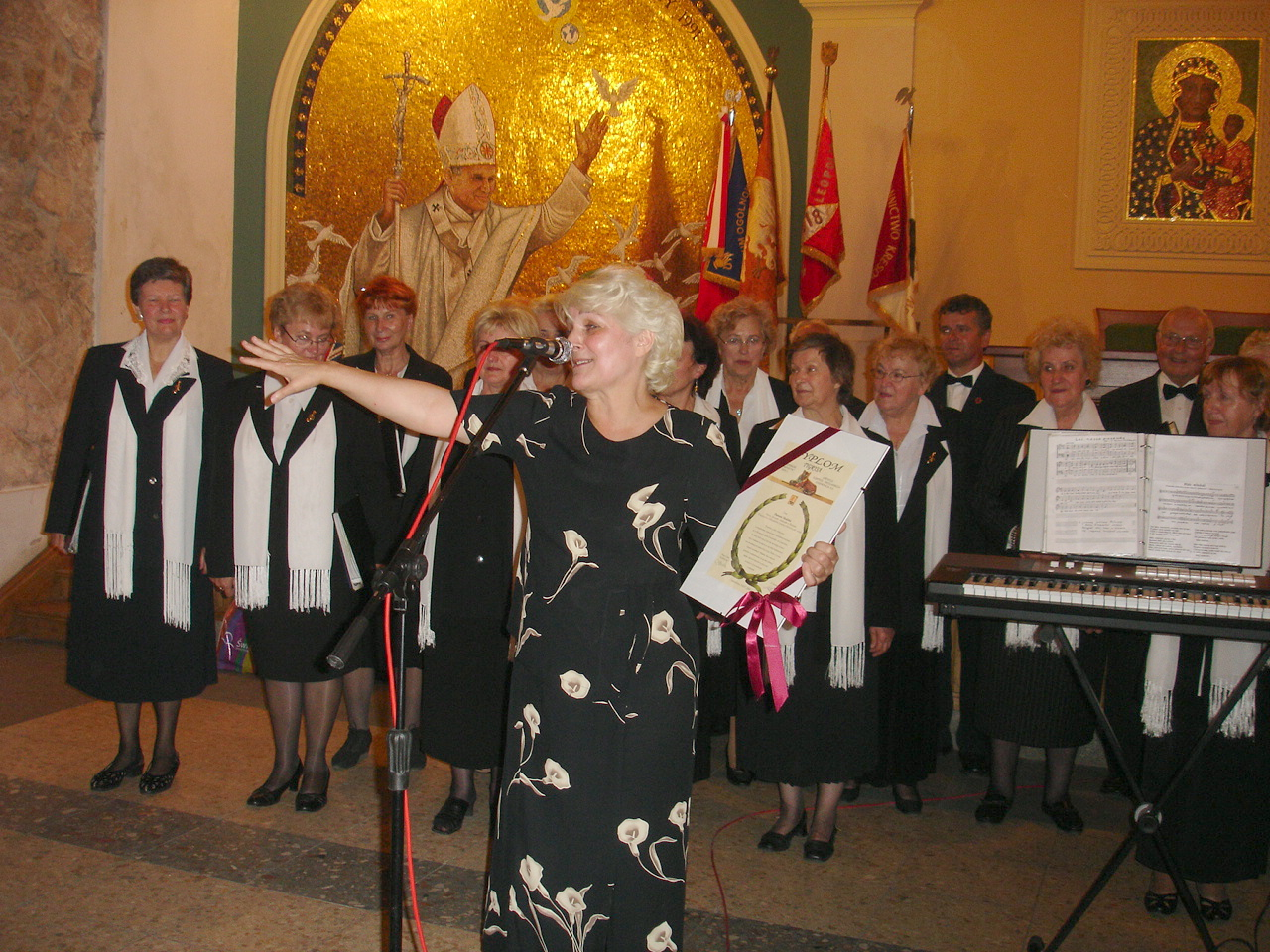
Redaktor Danuta Skalska podczas Zjazdu Kresowian na Jasnej Górze w lipcu 2008

Lwowska Fala – audycja radiowa Polskiego Radia Katowice zajmująca się sprawami kultury dawnych Kresów Wschodnich.
Autorką audycji jest Danuta Skalska.